# Frau von Saverne

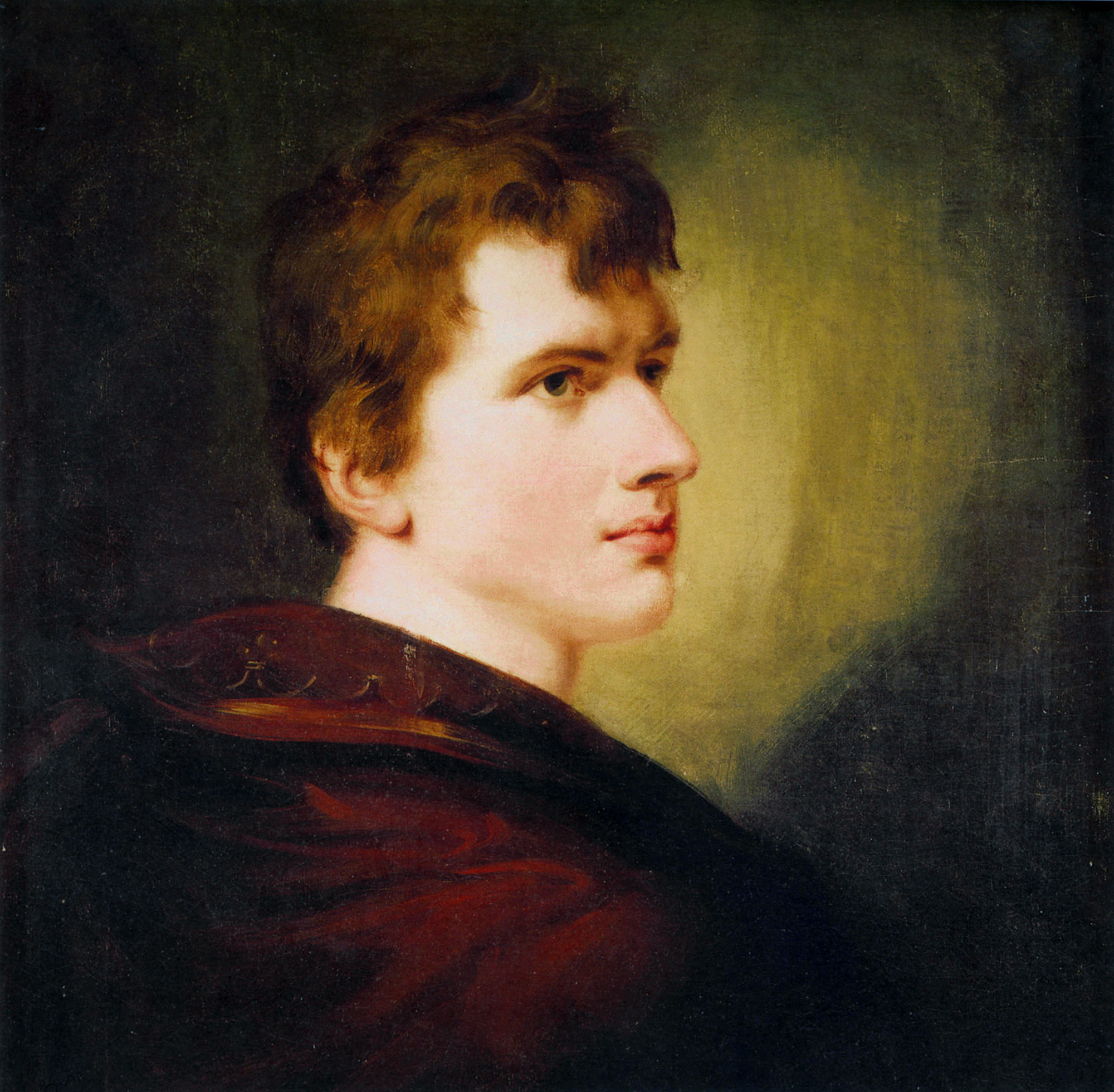
Achim von Arnim
(1781–1831)

Frau von Saverne ist eine Erzählung von Achim von Arnim, die Ende Oktober 1817 in der Zeitschrift Der Gesellschafter oder Blätter für Geist und Herz in Berlin erschien.

## Inhalt
Um 1784 gönnt sich die reiche Witwe Frau von Saverne aus Avignon eine Bildungsreise zu ihrem verehrten König nach Paris. Ihr Beichtvater aus einem Kloster in Avignon ist gegen die kostspielige Unternehmung. Vergeblich hatte er der Frau den Umgang mit seinem Bruder, einem jungen päpstlichen Hauptmann, zur Kurzweil anempfohlen. Frau von Saverne will wenigstens einmal den König sehen. So quartiert sie sich in Paris ein und verschenkt – sehr zum Verdruss ihrer Kammerjungfer – Geld an Arme und Invaliden. Den König bekommt Frau von Saverne nicht zu Gesicht. Denn als der Herrscher sich endlich zeigen will und sie von einer Menschenmenge weiter gestoßen wird, hält sie ein Fremder zurück, den sie wegen seines „hähernen Gesichts mit ungeheurem Munde“ den Nussknacker nennt. Frau von Saverne entsinnt sich. Der Widerling war ihr schon durch die Stadt gefolgt. Natürlich ist die spendable Frau unter den Pariser Armen und Bedürftigen im Nu bekannt geworden. Sobald sie die Straße betritt, schart sich Volk um sie, das durch den Vortrag teilweise erfundener Leids-Geschichten ein Geldgeschenk erhofft. Während so eines Auftritts wird sie vom Nussknacker, der sich als unbarmherziger Vollzugsbeamter eines Pariser Gerichts entpuppt, festgenommen. Er lässt Frau von Saverne für wahnsinnig erklären. Sie wird in ein Tollhaus gesperrt und darin kuriert. Bei einer der Torturen wird die Frau in ein schreckliches Drehrad geschickt. Die Quälerei will kein Ende nehmen.
Der Nussknacker weiß endlich einen Ausweg. Frau von Saverne, Witwe eines päpstlichen Beamten, Tochter des Seidenfabrikanten Lonny in Lyon, müsste den Nussknacker heiraten. Zum Schein geht die Frau auf das Ansinnen ein. Erwartungsvoll reist der Nussknacker mit seiner Braut zur Vermählung nach Avignon. Der Beichtvater bittet das Paar unter dem Vorwand der Trauung in seine Klosterkirche. Dort springt der Nussknacker in den Beichtstuhl und gesteht seine Sünde; stellt die Entführung der Frau von Saverne in das Pariser Tollhaus als „wohlgelungene Zärtlichkeit“ dar. Dafür soll der Bräutigam vor der Vermählung noch sechs Vaterunser an einem dunklen Orte beten. Gesagt, getan. Zu spät erkennt der Nussknacker – der Ort, in den er sich einsperren ließ, ist das Tretrad der Ölmühle des Klosters. Der Nussknacker muss so lange treten, bis er – völlig erschöpft – von Frau von Saverne für immer und ewig ablassen will. Erleichtert entscheidet sich die Frau für den jungen päpstlichen Hauptmann, den Bruder des Beichtvaters.

## Rezeption
- Die Erzählung sei „eine unterhaltende, lebendige, farbenbunte Darstellung“.[4]
- Gutzkow schreibt 1835, man wisse schließlich nicht mehr, woran man ist und frage sich, wer eigentlich närrisch sei – Frau von Saverne, ihre Feinde oder der Leser? Dabei halte der Autor stets Distanz.[5]
- Arnim kritisiere das Preußen Hardenbergs: Das Drehrad sei in Berlin gebräuchlich gewesen; in Frankreich nicht. Zudem sieht Moering[6] eine Parallele zwischen Ludwig XVI. und Friedrich Wilhelm III.

### Zitierte Textausgabe
- Achim von Arnim: Frau von Saverne. S. 241–253 in Karl-Heinz Hahn (Hrsg.): Brentano. Arnim: Werke in einem Band. 364 Seiten. Bibliothek deutscher Klassiker. Herausgegeben von den NFG. Aufbau-Verlag Berlin und Weimar 1973 (1. Aufl.)